# 蘇維埃茨科耶 (克里米亞)
44°31′53″N 34°11′17″E / 44.53139°N 34.18806°E

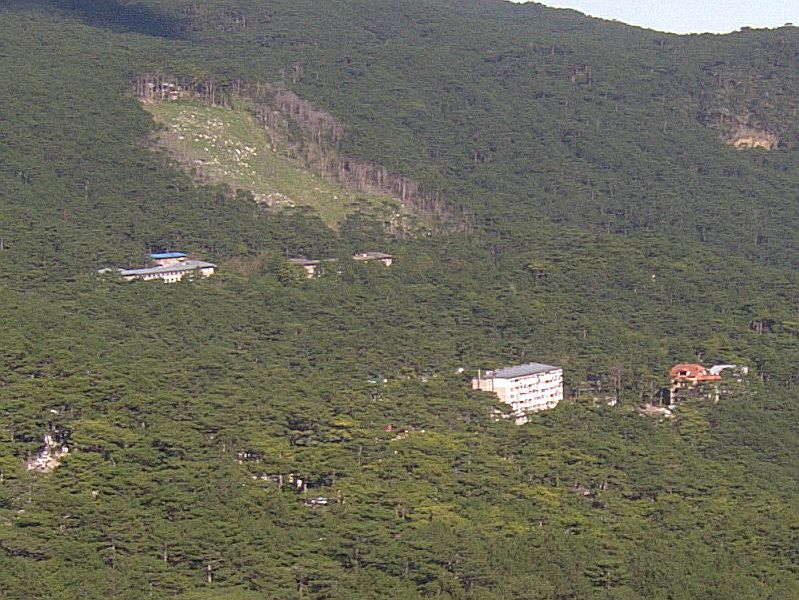
多洛瑟

多洛瑟（烏克蘭語：Долосси），1929至2023年称为，且俄罗斯继续称为蘇維埃茨科耶（俄语：Советское），法理上是乌克兰克里米亚自治共和国南部雅尔塔区的市级镇，但事实上是俄罗斯克里米亞共和國雅尔塔市议会下辖的市级镇。該鎮距離辛菲羅波爾78公里，始建於1929年，面積0.33平方公里，海拔高度458米，2011年人口579，人口密度每平方公里1,776人。
自俄羅斯於2014年吞併克里米亞，該半島一直受俄烏雙方爭議。
2016年，烏克蘭進行大規模的去共化，因此這鎮也被改名。可是，由於這鎮至今仍未被烏克蘭政府控制，新名未受當地使用。